# Stanisław Witczak (działacz społeczny)
Stanisław Witczak (ur. 4 marca 1882 w  Nowym Mieście nad Wartą  zm. 24 sierpnia 1944 w Buchenwaldzie) – polski działacz społeczny, harcerz.

## Życiorys
W 1900 wyjechał z rodzinnych stron na emigrację i osiadł w Nadrenii, gdzie poznał swoją przyszłą żonę – Franciszkę. W tym czasie pracował w jednej z tamtejszych kopalń.
Gdy zaczęła się akcja plebiscytowa Witczak wraz z rodziną przybył na Śląsk. Osiadł w Bytomiu. Po rozgraniczeniu Górnego Śląska Witczakowie pozostali w Bytomiu. W 1923 powstał Związek Polaków w Niemczech. Pod auspicjami tegoż Związku Witczak zorganizował na terenie Bytomia, Gliwic i Zabrza silną organizację pod nazwą Zjednoczenie Polskich Związków Zawodowych. Należeli do niej górnicy, hutnicy, kupcy i drobni urzędnicy. Witczak działał również w Związku Harcerstwa Polskiego w Niemczech. W 1930 był członkiem Zarządu Śląskiej Prowincji i przewodniczącym bytomskiego oddziału ZHP. W 1932 – z ramienia Polsko-Katolickiej Partii Ludowej kandydował do niemieckiego parlamentu. Jego żona była aktywistką polskich organizacji kobiecych.
We wrześniu 1939 Witczakowie zostali aresztowani. Na początku października Stanisław trafił do niemieckiego obozu koncentracyjnego w Buchenwaldzie, jego żona wojnę spędziła w obozie KL Ravensbrück.
Stanisław Witczak zginął 24 sierpnia 1944 w obozie w Buchenwaldzie. Upamiętnia go ulica w Bytomiu nazwana jego imieniem oraz szyb Witczak Kopalni Węgla Kamiennego Centrum przy tejże ulicy.